# Самойлов, Никита Михайлович
Ники́та Миха́йлович Само́йлов (род. 17 августа 1996, Уфа) — российский и казахстанский хоккеист, левый нападающий.

## Биография
Родился в Уфе. С семи лет стал заниматься в спортивной школе «Салавата Юлаева». Первый тренер Михаил Потапов.
После окончания спортивной школы стал играть за фарм-клуб клуба «Торос» «Батыр» Нефтекамск. В дебютном сезоне в МХЛ (2013/2014) сыграл 27 игр, набрав 16 (9+7) очков при показателе полезности «плюс 5». В сезоне 2014/15 «Батыр» стал бронзовым призером МХЛ-Б, а Самойлов получил приглашение для участия в Матче всех звезд МХЛ Б. В 48 матчах лиги Самойлов 37 (19+18) очков при показателе полезности «плюс 5». В следующем сезоне получил приглашение в «Толпар», фарм-клубом «Салавата Юлаева». Получив две травмы, в 2016 году вернулся в Нефтекамск. Подписав двусторонний контракт с «Торосом», вызывался во вторую команду из НМХЛ. В 46 играх набрал 64 (26+38) очка при показателе полезности «плюс 12». В играх плей-офф провел 10 игр, в которых забросил 4 шайбы и сделал 6 результативные передачи. Участвовал в Матче всех звезд НМХЛ. В составе сборной Востока стал обладателем Кубка Поколения.
Перешёл в казахстанский клуб « Алматы». По итогам регулярного команда заняла третье место. В следующем сезоне подписал контракт с командой «Иртыш».
В сезоне 2018/19 в составе студенческой сборной Казахстана на зимней Универсиаде в Красноярске в 7 играх забросил две шайбы. Победитель Кубка Наследия-2019 в Южной Корее в составе сборной Казахстана.

## Статистика
| Легенда | Легенда                    | Легенда | Легенда                   | Легенда | Легенда    |
| ------- | -------------------------- | ------- | ------------------------- | ------- | ---------- |
| И       | Количество проведённых игр | Штр     | Штрафное время            | +/−     | Плюс-минус |
| Г       | Голы                       | П       | Голевые передачи          | О       | Очки       |
| -       | Статистика неизвестна      | —       | Статистика не учитывалась |         |            |

### Клубная карьера
|         |         |                      | Регулярный сезон | Регулярный сезон | Регулярный сезон | Регулярный сезон | Регулярный сезон | Регулярный сезон |    | Плей-офф | Плей-офф | Плей-офф | Плей-офф | Плей-офф | Плей-офф |
| ------- | ------- | -------------------- | ---------------- | ---------------- | ---------------- | ---------------- | ---------------- | ---------------- | -- | -------- | -------- | -------- | -------- | -------- | -------- |
| Сезон   | Команда | Лига                 | И                | Г                | П                | О                | +/−              | Ш                | И  | Г        | П        | О        | +/−      | Ш        |          |
| 2013/14 | Батыр   | МХЛ-Б                | 27               | 9                | 7                | 16               | +5               | 6                | 6  | 2        | 2        | 4        | +1       | 0        |          |
| 2014/15 | Батыр   | МХЛ-Б                | 48               | 19               | 18               | 37               | +16              | 8                | 11 | 0        | 4        | 4        | 0        | 0        |          |
| 2015/16 | Толпар  | МХЛ                  | 35               | 3                | 5                | 8                | -5               | 12               |    | 3        | 0        | 0        | 0        | -2       | 0        |
| 2016/17 | Батыр   | НМХЛ                 | 46               | 26               | 38               | 64               | +12              | 18               |    | 10       | 4        | 6        | 10       | -2       | 8        |
| 2017/18 | Алматы  | Чемпионат Казахстана | 28               | 5                | 12               | 17               | +8               | 2                |    | 4        | 0        | 0        | 0        | -5       | 2        |
| 2018    | Иртыш   | Кубок Казахстана     | 4                | 2                | 0                | 2                | +1               | 0                |    | —        | —        | —        | —        | —        | —        |
| 2018/19 | Иртыш   | Чемпионат Казахстана | 35               | 9                | 13               | 22               | +13              | 2                |    | 5        | 0        | 2        | 2        | 0        | 6        |
| 2019    | Иртыш   | Кубок Казахстана     | 4                | 1                | 1                | 2                | -2               | 0                |    | —        | —        | —        | —        | —        | —        |
| 2019/20 | Иртыш   | Чемпионат Казахстана | 62               | 15               | 24               | 49               | +26              | 16               |    | —        | —        | —        | —        | —        | —        |

### В сборной
| Сезон   | Турнир                | И | Г | П | О | +/− | Ш |
| ------- | --------------------- | - | - | - | - | --- | - |
| 2019    | Универсиада           | 7 | 0 | 2 | 2 | 3   | 0 |
| 2018/19 | Международные турниры | 3 | 0 | 0 | 0 | 0   | — |

## Достижения

### Командные
| Год     | Команда | Достижение                         | Достижение                         |
| ------- | ------- | ---------------------------------- | ---------------------------------- |
| Клубные |         |                                    |                                    |
| 2014/15 | Батыр   | Бронзовый призер первенства МХЛ-Б  | Бронзовый призер первенства МХЛ-Б  |
| 2018/19 | Иртыш   | Серебряный призер Кубка Казахстана | Серебряный призер Кубка Казахстана |

### Личные
| Год           | Команда            | Достижение                              |
| Клубные       | Клубные            | Клубные                                 |
| ------------- | ------------------ | --------------------------------------- |
| 2014/15       | Батыр(Нефтекамск)  | Участник Матча всех звезд МХЛ Б         |
| 2016/17       | Батыр(Нефтекамск)  | Участник Матча всех звезд НМХЛ          |
| Международные |                    |                                         |
| 2019          | Сборная Казахстана | Участник Зимней Универсиады             |
| 2019          | Сборная Казахстана | Победитель Кубка Наследия в Южной Корее |